# Jean-Paul Civeyrac
Jean-Paul Civeyrac (nacido el 24 de diciembre de 1964) es un director francés, conocido por la temática de sus películas que suelen centrarse en la música y el cuerpo de los actores. Ha adaptado una novela francesa de Anne Wiazemsky, Hymnes à l'amour, con el título Todas las bellas promesas (2003). Esta película fue galardonada con el Premio Jean Vigo 2003. Jean-Paul Civeyrac es profesor en la escuela francesa La Fémis y licenciado por la Universidad Jean Moulin Lyon 3 (filosofía).

Su película À travers la forêt se presentó en el Festival Paris Cinéma (2 de julio de 2005) y en el Festival Internacional de Cine de Toronto en septiembre de 2005.
En su estudio del cine francés contemporáneo, Tim Palmer analiza la carrera de Civeyrac en el contexto de su docencia en la importante escuela de cine francesa, la Fémis; la condición de Civeyrac de "cinéfilo aplicado", en la que cita y revive cuidadosamente la estética de cineastas históricos como Mizoguchi y Cocteau; su olvidada situación fuera de Francia; y su posición de director notablemente intransigente, cuyas películas a menudo se niegan a diferenciar entre fantasía y realidad diegética.

## Filmografía
1. Ni de Eva ni de Adán (1996)
2. Los solitarios (2000)
3. Fantômes (2001)
4. El amor gentil del hombre (título francés : Le doux amour des hommes, 2002)
5. Todas las bellas promesas (título en francés : Toutes ces belles promesse, 2003)
6. El rostro de Tristesse beau (2004)
7. A través de la forêt (2005)
8. Ma belle rebelle (2006)
9. Mon prince charmant (2006)
10. Malika s'est envolée (2008)
11. Las chicas en negro (2010)
12. Mon Amie Victoria (2014)
13. Una educación parisina (2018)